# Bob Peterson
Bob Peterson, född 1961, är en amerikansk animatör, manusförfattare, regissör och röstskådespelare. Han föddes i Ohio där han studerade till ingenjör vid Ohio Northern University samt Purdue University. 1994 började han arbeta för studion Pixar med animationer till filmen Toy Story och kom med tiden att arbeta med fler projekt så som filmen Hitta Nemo vars manus han nominerades till en Oscar för.
Såsom röstskådespelare har han bland annat gjort sig känd för rollerna som hunden Dug i filmen Upp (som han också regisserade), Mr Ray i Hitta Nemo och Roz i Monsters Inc.